# 北趙晋侯墓地
北趙晋侯墓地（ほくちょうしんこうぼち）は、曲村天馬遺跡（きょくそんてんばいせき）ともいい、中国の山西省臨汾市の曲沃県曲村と翼城県天馬村の境界に位置する周代の晋国の墓である。

## 概要
1992年から1994年にかけての5度にわたる発掘で、17基の大墓が確認された。そのうち晋侯の墓が8基、晋侯夫人の墓が9基である。これらは8組の夫婦並穴合葬墓であり、そのうち1組だけが1侯2夫人から成っていた。墓の年代は9号墓と13号墓が最も古く、西周の穆王期に属する。最も新しいのが93号墓と102号墓であり、春秋時代の初期にあたる。
- 9号墓と13号墓

9号墓は被葬者が男性で、青銅器・玉器などのほか、馬車7台が出土した。13号墓の被葬者は女性で、遺体の頭部には髪を束ねる玉管、胸部には胸飾り2点、腹部や足元には宝貝や玉器が置かれていた。
- 6号墓と7号墓

盗掘が激しく、副葬品は残されていなかった。
- 32号墓と33号墓

両墓とも盗掘されていたが、とくに32号墓が激しく荒らされていた。「晋侯僰馬」の銘文をもつ青銅製の方形壺が出土した。
- 91号墓と92号墓

91号墓は被葬者が男性で、「晋侯僰馬」や「晋侯喜父」の銘文をもつ青銅器などが出土した。92号墓は被葬者が女性で、「晋侯對」の銘文をもつ鼎や「晋侯僰馬」の銘文をもつ円形壺、「晋侯喜父」の銘文をもつ盤などが出土した。玉器は4000点におよび、玉をつづった2点のマスクが注目される。
- 1号墓と2号墓

両墓とも盗掘されていた。1号墓の被葬者は男性で、2号墓の被葬者は女性であった。
- 8号墓と31号墓

8号墓は被葬者が男性で、「晋侯穌」の銘文をもつ鼎や「晋侯(𦣝匹)」の銘文をもつ壺などが出土した。31号墓は被葬者が女性で、青銅器・土器・玉器など1000点以上が出土した。
- 64号墓と62号墓と63号墓

64号墓は被葬者が男性で、「晋侯邦父」の銘文をもつ鼎や「楚公逆」にかかわる68字の銘文を鋳込んだ編鐘などが出土した。62号墓は被葬者が女性で、青銅器や玉製マスクなど600点以上が出土した。63号墓も被葬者が女性で、「楊姞」の銘文をもつ方壺がみられた。
- 93号墓と102号墓

93号墓は被葬者が男性で、「晋侯家父」の銘文をもつ方形壺などが出土した。102号墓は17基のうち唯一墓道が設けられていなかった。